# Orden de batalla

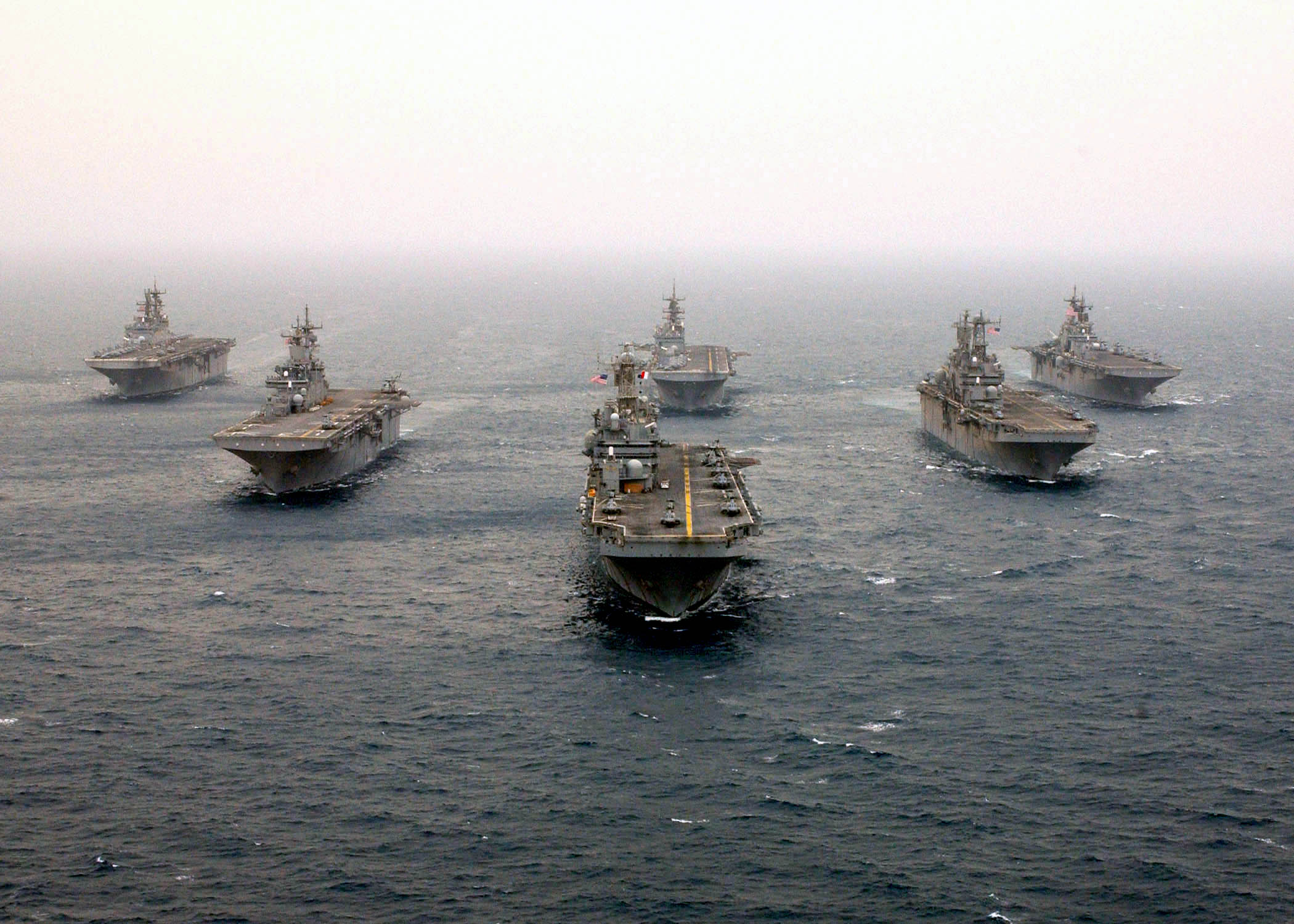
Buques de asalto anfibio dispuestos en un orden de batalla

De forma particular, el orden de batalla es la formación de tropas con un frente extendido y de poco fondo, pero en general se comprende bajo este nombre la disposición de las tropas más o menos desplegadas, dispuestas para el combate o una operación determinada. Se colocan sobre una o más líneas y en diferentes sentidos, según lo permita la naturaleza del terreno, la disposición del enemigo, el plan del general o jefe de las fuerzas o que permitan las circunstancias que precedan. 

## Historia
Los romanos, arreglaban su orden de batalla en tres cuerpos: 
- los manípulos de astados formaban la primera línea con un frente de 12 hombres y 10 de fondo, unidos y sin claros: los intervalos de uno a otro manípulo eran iguales a su frente
- los manípulos de príncipes, que podían llamarse con propiedad el cuerpo o centro de batalla, formaban la segunda línea dejando algo claras sus filas a fin de que los de la primera se embebieran en ella si eran batidos y rechazados por el enemigo
- los manípulos de los triarios, que eran una especie de reserva y por consiguiente la mejor tropa de cada legión, componían la tercera línea y los claros que dejaban de hombre a hombre eran mayores que los formados por la segunda, con objeto de que los soldados de ella y los de la primera se refugiasen en ellos.

De manera que, los romanos no se declaraban vencidos hasta después de haber probado tres veces la fortuna de las armas. Las líneas distaban una de otra sobre unas 50 toesas de a 7 pies cada una, que hacen próximamente 58 metros. La caballería formaba en las alas. No hablamos aquí de las tropas ligeras o vélites porque si bien dependían de la legión, no formaban parte de las líneas de batalla. 
En la Edad Media el orden de batalla también se componía de una o más líneas y en cada una de ellas las haces estaban separadas proporcionalmente, pero colocadas sobre una misma línea. Cada línea de haces o cada haz de por sí, tenía la suficiente fuerza para ejecutar las maniobras conocidas en aquel tiempo, como la muela, el cuño, el muro, la cerca, la falange, etc. Como los romanos, colocaban en los flancos cuerpos envolventes de caballería.